# 交叉25码
交叉25码是一种高密度的，可以嵌入任意数量数字的，长度可变化的数字条形码。该条形码是基于标准25码的规范改进而得来，它比标准25码有更高的密度与数据存储能力。交叉25码主要运用在物流行业与仓储业中。
标准25码只用黑色条码代表数字0-9，而交叉25码既使用黑色条码也使用白色条码来代表0-9的数字。例如，标准25码会用前五个黑色条码表示第一个数字，用紧接着的五个黑色条码表示第二个数字；而交叉25码是使用前五条黑色条码表示第一个数字，而用介于前五个黑色条码中的白色条码表示第二个数字。这也是交叉25码名称的来源。